# Энспач, Сьюзан
Сью́зан Фло́ренс Э́нспач (англ. Susan Florence Anspach; 23 ноября 1942, Куинс, Нью-Йорк, Нью-Йорк, США — 2 апреля 2018, Лос-Анджелес, Калифорния, США) — американская актриса

, коуч по актёрскому мастерству, писательница и певица

.

## Ранняя жизнь
Сьюзан Флоренс Энспач родилась 23 ноября 1942 года в Куинсе (Нью-Йорк, штат Нью-Йорк, США) в семье работника завода Ренальда Энспача и секретаря и певицы Гертруд Энспач (в девичестве Кехо).
В 1960 году Сьюзан окончила Среднюю школу Уильяма Каллена Брайанта, а позже Католический университет Америки.

## Карьера
Сьюзан дебютировала в кино в 1964 году, сыграв роль Хэрриет Рэйвенсел в эпизоде «Что же, некоторые девушки играют на виолончели» телесериала «Медсёстры».
Также Сьюзан является певицей, и в 1981 году она исполнила песню «Gimme A Little Kiss» в фильме «Черногория», в котором она также сыграла роль Мэрилин Джордан.

## Личная жизнь
У Сьюзан было двое детей — дочь Кэтрин М. Годдард (род. 15.10.1968) от актёра Стива Карри и сын Кейлеб Годдард (род. 26.09.1970) от актёра Джека Николсона. В 1970—1978 годы Энспач была замужем за актёром Марком Годдардом, который усыновил обоих её детей от предыдущих отношений, дав им свою фамилию. В 1982—1986 годы она была замужем за актёром Шервудом Боллом.
Энспач умерла от сердечной недостаточности 2 апреля 2018 года, в возрасте 75 лет, в Лос-Анджелесе, штат Калифорния.

## Избранная фильмография
| Год       |   | Русское название      | Оригинальное название | Роль                      |
| --------- | - | --------------------- | --------------------- | ------------------------- |
| 1964—1965 | с | Медсёстры             | The Nurses            | Хэрриет Рэйвенсел / Леора |
| 1965      | с | Защитники             | The Defenders         | Джеки Даулинг             |
| 1970      | ф | Пять лёгких пьес      | Five Easy Pieces      | Кэтрин Ван Уст            |
| 1972      | ф | Сыграй ещё раз, Сэм   | Play It Again, Sam    | Нэнси                     |
| 1981      | ф | Черногория            | Montenegro            | Мэрилин Джордан           |
| 1989      | с | Пустое гнездо         | Empty Nest            | Доктор Дайан Харди        |
| 1989      | с | Она написала убийство | Murder, She Wrote     | Лоис Фрикси               |